# Miller-Nadel

Miller-Nadel

Miller-Nadel, benannt nach Willoughby D. Miller, ist eine Sonde, die in der Zahnmedizin zum Auffinden und Sondieren von Wurzelkanälen benutzt wird. Aber auch um Kronenränder auf mögliche Spalten oder Überstände zu untersuchen wird dieses Instrument verwandt.
Der Schaft ist meist vierkantig und kann in einen Halter eingespannt werden. Zum Arbeitsende hin läuft die Sonde rund und extrem spitz aus. Das Material ist sehr elastisch und besteht aus nichtrostenden Stählen. Wird die Sonde dünn mit Watte umwickelt, können Medikamente mit ihr in den Wurzelkanal eingebracht werden.